# Paralechriorchis syntomentera
Paralechriorchis syntomentera är en plattmaskart. Paralechriorchis syntomentera ingår i släktet Paralechriorchis och familjen Ochetosomatidae. Inga underarter finns listade i Catalogue of Life.